# Condado de Pulaski (Illinois)
O Condado de Pulaski é um dos 102 condados do Estado americano de Illinois. A sede do condado é Mound City, e sua maior cidade é Mound City. O condado possui uma área de 527 km² (dos quais 7 km² estão cobertos por água), uma população de 7 348 habitantes, e uma densidade populacional de 14 hab/km² (segundo o censo nacional de 2000). O condado foi fundado em 3 de março de 1843.